# Odontoschisma denudatum
Odontoschisma denudatum ist eine Lebermoos-Art aus der Familie Cephaloziaceae und gehört zur Gruppe der beblätterten Lebermoose. Deutschsprachige Namen sind Entblößtes Schlitzkelch-Lebermoos oder Nacktes Schlitzkelchmoos.

## Merkmale
Odontoschisma denudatum bildet gelbgrüne bis braune, lockere bis dichte Rasen. Die niederliegenden, wenig verzweigten Pflanzen werden bis etwa 2 Zentimeter lang. An den Enden sind sie aufwärts gerichtet und oft flagellenartig verlängert, mit weißlichen Brutkörperhäufchen an der Spitze. Die schräg gestellten, unterschlächtig angeordneten Flankenblätter sind bis 0,75 Millimeter lang, rundlich-eiförmig und undeutlich gesäumt. Unterblätter sind gewöhnlich nur an den Triebspitzen deutlich ausgebildet. Sie sind bis 0,35 Millimeter lang, zweispitzig oder ungeteilt.
Laminazellen sind in der Blattmitte etwa 23 × 30 µm groß und weisen sehr deutliche knotige bis quadratische Eckverdickungen auf. Pro Zelle sind 3 bis 5 große Ölkörper vorhanden. 
Die Art ist diözisch. Hüllblätter sind 2- bis 3-lappig. Das Perianth ist gestreckt eiförmig und oberwärts tief längsfaltig, mit gekerbter bis gezähnter Mündung. Sporen haben eine Größe von 8 bis 10 µm. Das Moos fruchtet selten. Sporenreifezeit ist im Frühling.

## Standortansprüche und Verbreitung
Odontoschisma denudatum wächst in Wäldern und Mooren an schattigen, feuchten bis nassen, nährstoffarmen Standorten und besiedelt hier morsches Holz, Torfböden, Rohhumus und gelegentlich Sandstein. Begleitmoose sind hauptsächlich Tetraphis pellucida, Dicranodontium denudatum, Lepidozia reptans und Blepharostoma trichophyllum.
Die allgemeine Verbreitung ist subozeanisch. In Mitteleuropa ist es besonders in montanen Lagen verbreitet, in der Ebene selten. Weiters kommt es in West- und Nordeuropa, Teilen Asiens und Nord- und Mittelamerika vor.